# Hubert Renfro Knickerbocker

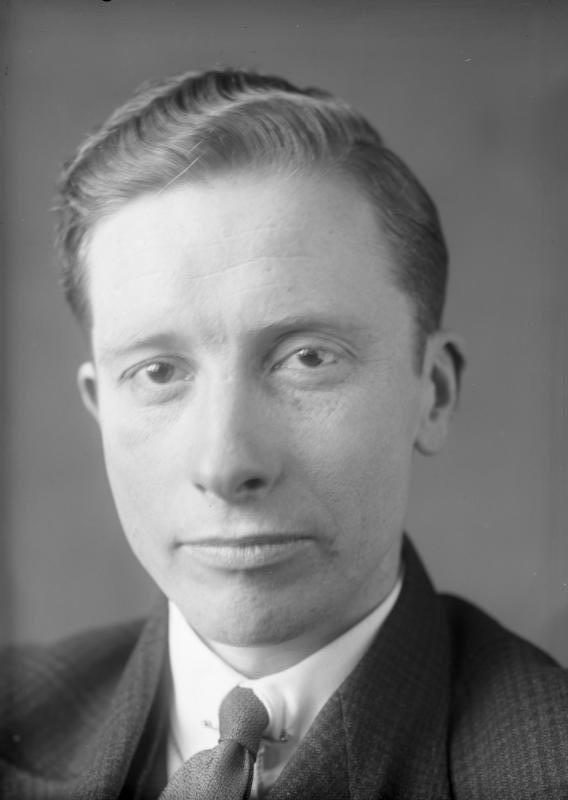
Hubert Renfro Knickerbocker

Hubert Renfro Knickerbocker (* 31. Januar 1898 in Yoakum, Texas; † 12. Juli 1949 bei Bombay) war ein US-amerikanischer Journalist, Publizist und Pulitzer-Preisträger.

## Leben
1917, nach seinem Abschluss an der privaten Southwestern University in Georgetown (Texas), diente Knickerbocker als Soldat an der Grenze zwischen den Vereinigten Staaten und Mexiko. Ab 1919 studierte er an der Columbia University Psychologie und arbeitete parallel bis 1922 für verschiedene Zeitungen. Von 1922 bis 1923 setzte er sein Studium an der Ludwig-Maximilians-Universität München fort. Dort wurde Knickerbocker unmittelbar Zeuge des Hitler-Ludendorff-Putsch. Nach seinem Abschluss arbeitete er erneut für verschiedene Zeitungen, unter anderem:
- für den Public Ledger (Philadelphia) und die Evening Post (New York) als Deutschlandkorrespondent; bei beiden Zeitungen stieg er 1928 zum Chefkorrespondenten auf,
- zwischen 1923 und 1933 für den International News Service, für welchen er von 1925 bis 1927 teilweise auch in Moskau unterwegs war,
- für verschiedene deutsche Tageszeitungen, insbesondere für das Berliner Tageblatt und die Vossische Zeitung.

Knickerbocker war eng mit Paul Scheffer befreundet, dem Russlandkorrespondenten und späteren Chefredakteur des Berliner Tageblatts. Für eine Reihe von Artikeln im Public Ledger über die Hungersnöte und den Fünfjahresplan in der Sowjetunion erhielt Knickerbocker 1931 den Pulitzer-Preis. In seinem im selben Jahr erschienenen Werk Der rote Handel droht! beschreibt er engagiert und kritisch die Entwicklungstendenzen in der noch jungen Sowjetunion und den beginnenden Personenkult um Stalin. Überwiegend hielt er sich jedoch bis 1933 in Berlin auf, von wo aus er die Entwicklung der Weimarer Republik kritisch beobachtete. Während der Weltwirtschaftskrise beeindruckte den Deutschland-Kenner besonders eine Szene, die er „bei den Ärmsten der Armen im roten Herzen der rötesten Stadt Deutschlands“ in einer Berliner Kneipe erlebte. Dort war ihm aufgefallen, dass von 500 Gästen höchstens jeder Zehnte ein Glas Bier vor sich stehen hatte. „Wenn der Deutsche zu arm geworden ist, um sich ein Bier zu kaufen“, folgerte Knickerbocker in der Evening Post, „dann ist er am Verzweiflungspunkt angelangt“.
Nach Hitlers Machtergreifung verließ der NS-Kritiker Deutschland. In der Folgezeit reiste er durch Europa und kommentierte aufmerksam die Entwicklung verschiedener Länder bis zum Zweiten Weltkrieg. Von 1935 bis 1936 berichtete Knickerbocker über den Italienisch-Äthiopischen Krieg, von 1936 bis 1937 über den Spanischen Bürgerkrieg und den Zweiten Japanisch-Chinesischen Krieg. Über die Konferenz von Évian, bei der über 200 Journalisten anwesend waren, lieferte er zwischen dem 6. und 15. Juli 1938 Exklusivberichte für die Chicago Daily News. Weitere journalistische Schwerpunkte waren für ihn 1938 der Anschluss Österreichs, die Münchner Konferenz sowie 1940 die Niederlage Frankreichs und die Luftschlacht um England.
Knickerbocker versuchte in Artikeln und Vorträgen, die Öffentlichkeit in den USA von einem Eintritt der Vereinigten Staaten in den Zweiten Weltkrieg zu überzeugen. Ab 1941 war er für die Chicago Sun als leitender Auslandskorrespondent im Südpazifik und Nordafrika tätig. Gegen Kriegsende berichtete er erneut aus Europa. Nach 1945 arbeitete er für einen Radiosender in New Jersey. Bei einem Flugzeugabsturz kam Knickerbocker mit anderen Journalisten 1949 in der Nähe von Bombay ums Leben. Seine Reportagen wurden in englischer und deutscher Sprache veröffentlicht.

## Werke
- The New Russia. Eight Talks Broadcast. 1931.
- The Red Trade Menace. Dodd, Mead & Co, New York 1931.
  - Deutsch: Der rote Handel droht. Der Fortschritt des Fünfjahresplans des Sowjets. Übersetzt von Curt Thesing. Ernst Rowohlt Verlag, Berlin 1931.
- Soviet Trade and World Depression. 1931.
- The Soviet Five Year Plan and Its Effect on World Trade. 1931.
- Fighting the Red Trademenace. Dodd, Mead & Co, New York 1931.
  - Deutsch: Der rote Handel lockt. Übersetzt von Curt Thesing. Ernst Rowohlt Verlag, Berlin 1931.
- German Crises. Rinehart & Farrar, New York 1932.
  - Deutsch: Deutschland - So oder so?. Übersetzt von Franz Fein. Rowohlt Verlag, Berlin 1932.
- Germany – Fascist or Soviet? 1932.
- Can Europe recover?. John Lane, London 1932.
  - Deutsch: Kommt Europa wieder hoch?. Übersetzt von Franz Fein. Rowohlt Verlag, Berlin 1932.
- Will war come in Europe?. Farrar & Rinehart, New York 1934. Auch als: The Boiling Point: Will War Come in Europe?. 1934.
  - Deutsch: Kommt Krieg in Europa?. Übersetzt von Franz Fein. Rowohlt Verlag, Berlin 1934.
- The Truth about Hitlerism.1933.
- British Blackshirt – British Recovery.
  - Deutsch: Die Schwarzhemden in England und Englands wirtschaftlicher Aufstieg. Übersetzt von Franz Fein. Rowohlt Verlag, Berlin 1934.
- Rote Wirtschaft und Weißer Wohlstand. Übersetzt von Franz Fein. Rowohlt Verlag, Berlin 1935.
- Is Tomorrow Hitler’s? 115 Questions On The Battle of Mankind. 1940. Weitere Ausgabe: Is Tomorrow Hitler’s? 200 Questions On The Battle of Mankind. 1942.